# Phil Hicks
Phillip James Hicks, detto Phil (Chicago, 31 gennaio 1953), è un ex cestista statunitense, professionista nella NBA, in Italia e in Francia.

## Carriera
Venne selezionato dai Portland Trail Blazers al quarto giro del Draft NBA 1975 (61ª scelta assoluta) e dagli Houston Rockets al secondo giro del Draft NBA 1976 (27ª scelta assoluta).